# Setaphora truncata
Setaphora truncata är en kräftdjursart som beskrevs av Johann Moritz David Herold 1931. Setaphora truncata ingår i släktet Setaphora och familjen Philosciidae. Utöver nominatformen finns också underarten S. t. baliensis.